# 48-й укреплённый район
48-й Алитусский укреплённый район — воинское соединение СССР в Великой Отечественной войне.

## История
Сформирован в Прибалтийском особом военном округе 4 июня 1941 года.
В действующей армии с 22 июня 1941 года по 19 июля 1941 года.
Занимал полосу обороны длиной по фронту в 57 километров, глубиной обороны 5 - 16 километров, от  Калварии до Капчяместиса На 22 июня 1941 года укрепрайон, как фортификационное сооружение, состоял из 5 узлов обороны, 273 долговременных оборонительных сооружений находилось в стадии строительства, 20 было построено, при этом боеготовых сооружений не было.
Собственного гарнизона район не имел, начал только формироваться 180-й отдельный пулемётно-артиллерийский батальон.
Очевидно, что в первые дни войны оборона районов была прорвана, тем более, что в большинстве своём укрепления попросту не успели занять.
19 июля 1941 года укреплённый район был расформирован.

## Полное название
48-й укреплённый район

## Состав
Только управление

## Подчинение
| Дата            | Фронт (округ)         | Армия      | Корпус (группа) | Примечания |
| --------------- | --------------------- | ---------- | --------------- | ---------- |
| 22.06.1941 года | Северо-Западный фронт | 11-я армия | -               | -          |
| 01.07.1941 года | Северо-Западный фронт | -          | -               | -          |